# Olle Persson
Olle Persson (Luleå, 17 de junio de 1949) es un bibliómetra, informatólogo y sociólogo sueco, experto en comunicación científica y líder del grupo de investigación en ciencia de la información Inforsk.

## Biografía
Nació en Luleå (Suecia) y estudió psicología en la Universidad de Umeå pero terminó doctorándose en Sociología en 1980. Entró al departamento de sociología de dicha universidad y comenzó a interesarse por los canales de comunicación científica entre ingenieros e investigadores. Fruto de dicha inquietud, formó en 1975 el grupo de investigación Inforsk junto a Anders Lindblad y Lars Höglund. Por otra parte, para obtener una mayor base científica en Información y documentación, estudia biblioteconomía y documentación en la Universidad de Borås, licenciándose en 1985.
Durante su carrera, Persson ha cuantificado el desarrollado de la ciencia, elaborando numerosas técnicas bibliométricas. Entre ellas, destaca el programa de uso libre Bibexcel  capaz de contabilizar las citas bibliográficas además de generar una matriz de cocitación entre autores, documentos y revistas.
Desde 1987, es bibliotecario del Instituto Internacional de Estudios para la Paz de Estocolmo (SIPRI).
En 2011 fue galardonado con la Medalla Derek de Solla Price por la International Society Scientometrics and Informetrics.